# Grosrouvres
Grosrouvres é uma comuna francesa na região administrativa de Grande Leste, no departamento de Meurthe-et-Moselle. Estende-se por uma área de 4,61 km². Em 2010 a comuna tinha 60 habitantes (densidade: 13 hab./km²).